# Dictyostelium discoideum
Dictyostelium discoideum é uma espécie amebóide que vive no solo, pertencente ao filo Mycetozoa.
D. discoideum é um eucariota primitivo que transita, durante o seu ciclo de vida, de uma colecção de amibas unicelulaes para um conjunto multicelular e depois para um corpo frutificante.
D. discoideum possui um ciclo de vida assexual único, que consiste em quatro estádios: vegetativo, agregação, migração e culminação. O ciclo de vida de D. discoideum é relativamente curto. As células envolvidas no ciclo de vida sofrem movimento, sinalização química e desenvolvimento. O seu estudo é aplicado na pesquisa sobre o cancro.
A simplicidade do seu ciclo de vida torna D. discoideum um importante organismo modelo para estudar genética, processos celulares e bioquímicos em organismos mais avançados.